# Poètes maudits
Poètes maudits, begrebet er lånt fra fransk symbolisme; en fordømt/forbandet digter. 
Oprindelig hæftet på Charles Baudelaire, Arthur Rimbaud, Comte de Lautréamont o.a.
| Sprog og litteratur | Spire Denne artikel om litteratur er en spire som bør udbygges. Du er velkommen til at hjælpe Wikipedia ved at udvide den. |